# Gerdag
Gerdag († 5. Dezember 992 in Como) war von 990 bis 992 Bischof von Hildesheim.

## Leben
Er stammte wohl aus der Sippe des Grafen Ricdag und dürfte ein Neffe seines Vorgängers Osdag gewesen sein. Er gehörte dem Domkapitel in Hildesheim an und war zuletzt Cellarius. Möglicherweise war er auch Domherr in Magdeburg.
Bald nach dem Tod seines Vorgängers wurde Gerdag zum Bischof gewählt. Erzbischof Willigis von Mainz holte dafür die Einwilligung der Kaiserin Theophanu ein, die zu dieser Zeit für den noch unmündigen Otto III. regierte. Gerdag wurde am 19. Januar 990 wahrscheinlich in Heiligenstadt in Anwesenheit des Königs vom Erzbischof von Mainz geweiht.
Der Bischof hat das von seiner Familie gegründete Kloster Hilwartshausen unterstützt. Er war auf dem Hoftag in Grone 992 anwesend.   Der König bestätigte in einem Diplom Schutz und Immunität des Bistums. Während seiner kurzen Amtszeit spielte der Streit zwischen Bistum und Stift Gandersheim keine Rolle. Der Bischof schenkte dem Bistum aus seinem Besitz einen Hof und weiteres Land.
Gerdag reiste 992 über das Kloster Reichenau nach Rom und starb bei der Rückreise in Como. Seine Leiche wurde in vier Einzelteile zerlegt und nach Hildesheim überführt. Dort wurde er in Anwesenheit von Erzbischof Giselher von Magdeburg im Hildesheimer Dom bestattet.